# Uniwersytet Aurora
Uniwersytet Aurora – katolicki Uniwersytet w Szanghaju działający w latach 1903–1952.